# بن دیویس (بازیکن فوتبال دهه ۱۹۳۰)
بن دیویس (انگلیسی: Ben Davies؛ زادهٔ) بازیکن فوتبال اهل بریتانیا است.
از باشگاه‌هایی که در آن بازی کرده‌است می‌توان به باشگاه فوتبال پورت ویل اشاره کرد.